# 紙錢

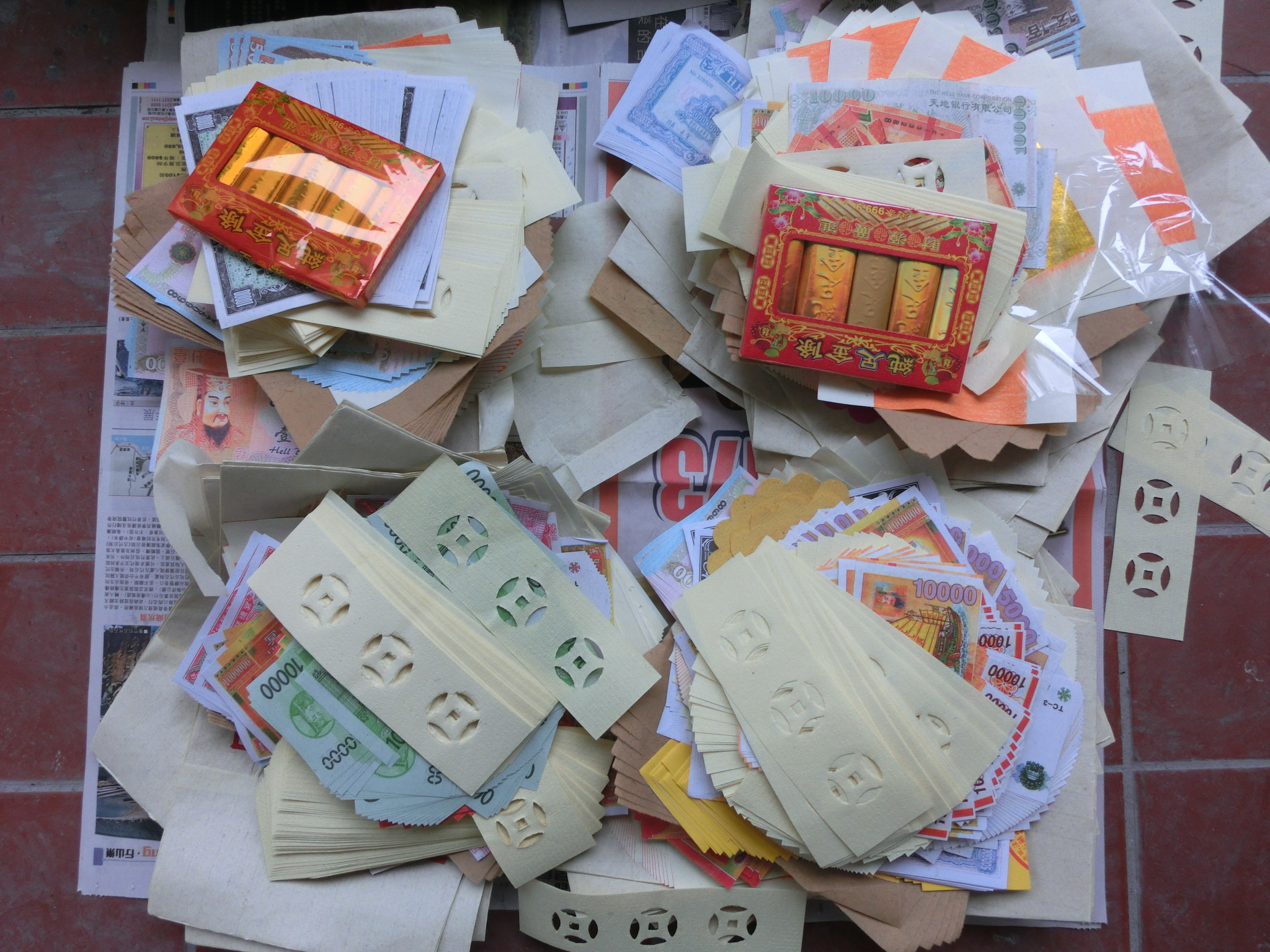
多種不同的廣府式紙錢

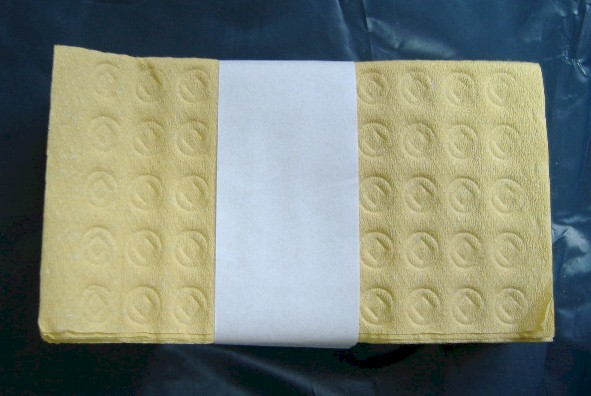
琉球打紙

紙錢又稱冥紙、冥錢、冥鏹、陰司錢、陰司紙、衣紙、金銀紙（金紙、銀紙）、紙楮等，也稱為打紙或紙錢，是祭祀鬼神時火化的祭祀品之一，為民間信仰的宗教習俗。多數紙錢是以火焚化的。焚燒紙錢會造成空氣污染並危害健康。不過有幾種不必焚燒的紙錢，如墓紙即為其一。古代墓祭用彩色紙剪成長縷，懸掛墓上稱為掛錢，繼承古俗，現代墓紙也不用燒，掃墓時用碎石子、土塊壓在墳墓上，代表有主墓地及修繕墳墓之意。在死者喪事、移動棺材時，也有會將紙錢灑在道路、河川上，以供路上、河川的鬼神花用，避免刁難死者亡魂，稱為「買路錢，過路費」。

## 污染及健康公害
金紙冥鏹燃燒後會釋出懸浮粒子及很多有害物質，就算在戶外通風處燒金紙也很容易造成嚴重公害，危害不亞於二手菸害。香港衛生防護中心網頁指出，
「懸浮粒子已經被國際癌症研究機構界定為第1類人類致癌物……多項研究顯示，因呼吸系統及心血管疾病入院及過早死亡的人數與懸浮粒子的濃度之間有著重要的關連。」
可惜當地市民對燒衣的投訴一般都不被重視或不獲處理。
燒的次數越多，越易造成鉛、鎘、汞（水銀）等重金屬累積在人體中，不易排出體外 ，嚴重者更可致急性中毒。
臺北市政府民政局局長黃呂錦茹曾經公開呼籲，「掃墓期間儘量不要露天焚燒紙錢，以徒手祭拜，一樣可以表達對先人的敬意」，而民政局亦表示，「民眾以燒香或焚燒金紙表達敬意，往往忽略燃燒所產生的空氣污染問題；而紙錢燃燒產生的煙霧中，常含有苯、甲苯、乙苯等致癌性有害物質，部分線香中也有苯類物質，對於人體健康影響很大」。

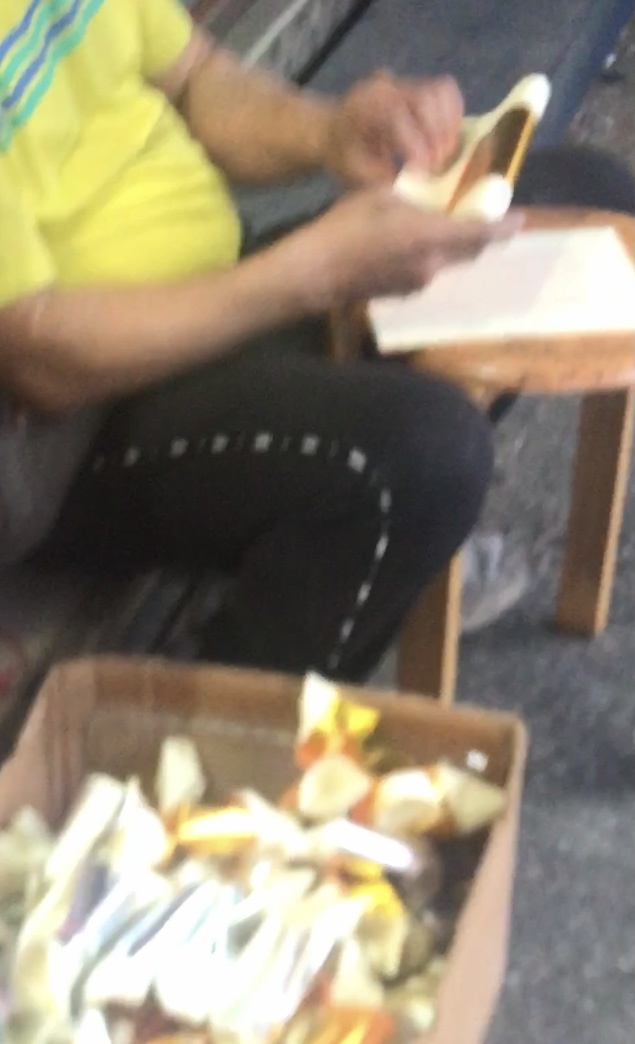
紙錢在售出與焚燒前被摺成金元寶的形狀

焚燒紙錢及其產生的煙塵與灰燼是空氣污染的重要來源。所產生的污染（例如煙霧）會因紙錢製品所使用的材料（比如是否玉扣紙）而異。
對越南與新加坡紙錢灰燼樣本的分析（以及後者的雨水化學成分分析）顯示，紙錢焚燒會釋放出許多對空氣品質有害的污染物。灰塵煙霧與底灰中含有大量重金屬，例如鋁、鐵、錳、銅、鉛、鋅與鎘。 2017年台灣一項研究指出，室內與室外環境中的汞濃度在祭祀活動期間顯著上升。截至2014年，台灣「擁有世界最高的廟宇密度（0.34座/平方公里）」。 2003年，馬來西亞的研究人員將兩個未經燃燒的紙錢樣本送至SIRIM分析其金屬含量，結果發現含有鉛、錫、銅、鋅與砷等不同類型的重金屬。
根據2022年的一項研究，「在中國西北部的寒衣節期間，紙錢焚燒佔大氣中rBC（耐火黑碳）重量（mass）高達42%，高於交通（14-17%）、農作物殘留（10-17%）與燃煤（18-20%）」，「這種做法可能惡化整體空氣品質……不僅影響焚燒者本身，」而且「在中國與大多數具有類似傳統的亞洲國家都很常見。」
一項由當地大學進行的研究調查了香港366座有焚燒活動的廟宇，發現廟宇內外的PM2.5（細懸浮粒子）水平遠遠超出空氣品質標準。「廟宇焚香，儘管對環境空氣污染有重大影響，卻長期被公眾忽視，且未納入空氣品質指數的測量範圍。」這對鄰近地區也構成重大健康風險。研究亦建議需要更好的城市規劃。
人們在許多場合都會焚燒紙錢，例如農曆新年、中元節、中秋節、冬至、清明節、重陽節、端午節、 寒衣節、天后誕， 等等，以及在拜祭神明、鬼魂的時候，而這在香港的公共屋邨中是很常見的。 大約在2003年左右，為了避免住戶在走廊、樓梯間等地方燒紙錢，香港房屋署開始在節日期間於所有公共屋邨的指定開放空間設置金屬桶，供人們焚燒紙錢，而居屋以致私人屋苑亦相繼倣效，但此舉似乎將本已日漸式微、在當地被唾棄而一般不公開進行的燒紙錢活動變得合理化、正當化、方便化了，令本來沒甚麼人燒冥鏹的屋苑都多了人燒，甚至包括了並非居住在屋苑的外來人，而且亦令煙塵等污染物的影響範圍更廣了（即是從影響數個單位變成了整棟大廈甚至更遠）。
台灣的高屏推廣「以功代金」，以功德狀取代傳統燒金紙，讓民眾用本來打算購買金紙金額，轉帳往慈善、弱勢團體等社會公益單位，既可以做善事，又可以避免污染環境。而台灣艋舺龍山寺更於2000年10月禁止焚燒紙錢，希望可以透過完全禁止來改善空汙問題。

## 起源
唐代《文宗備問》以為紙錢乃始於南北朝時，南齊廢帝蕭昭業好鬼神，剪紙為錢用來陪葬。出自《愛日齊叢鈔》：「南齊廢帝好鬼神，常剪紙為錢，以代束帛，而有紙錢。」
中國夏、商、周考古所出土的墓碑裡已發現有仿製錢幣的一種貝幣；所採用的材料有石，蚌，骨，泥，金屬等材料模仿貨貝。這些貝幣用來行使貨幣職能，部分地區是用作裝飾品或冥幣。 

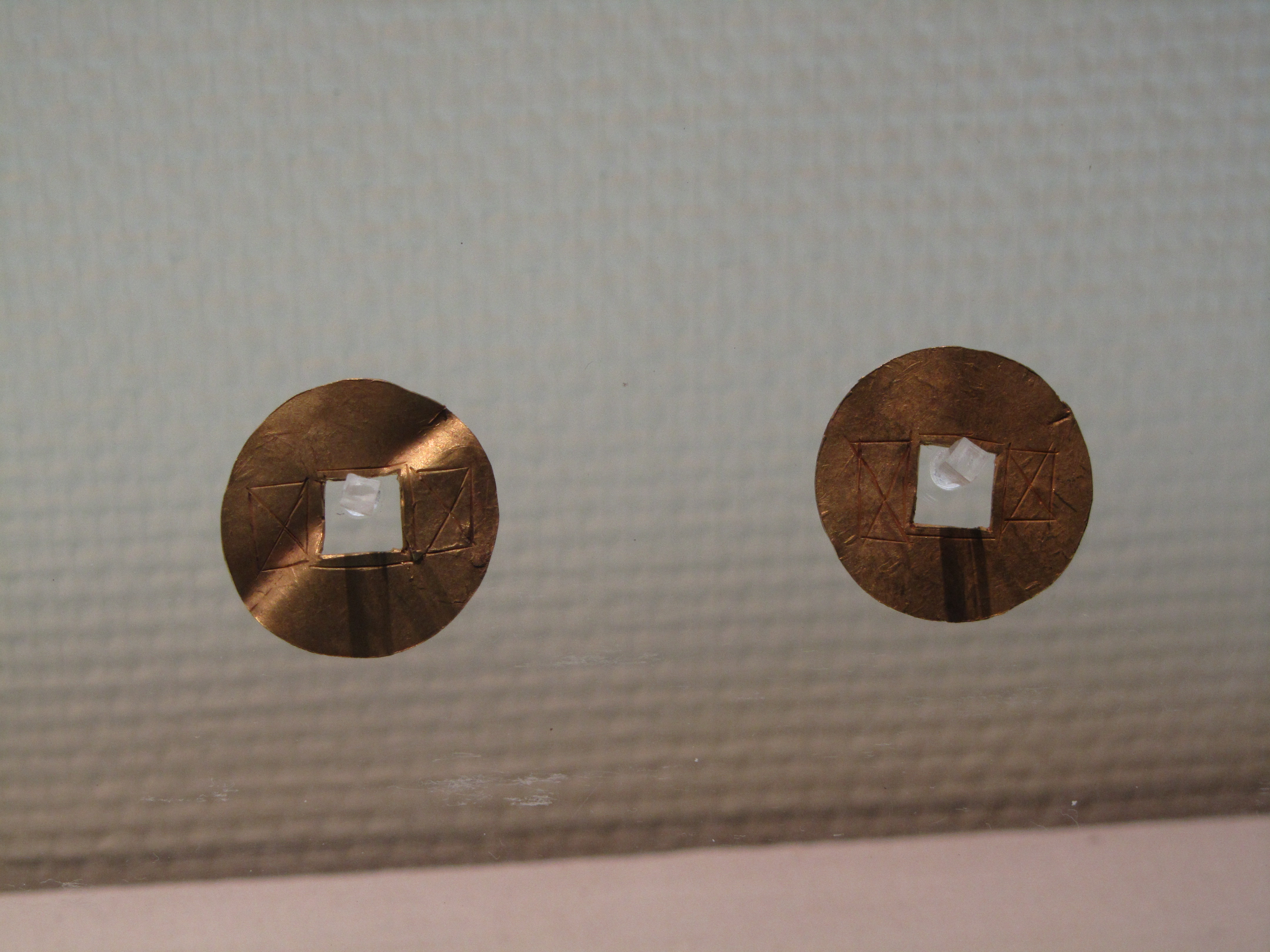
东晋时的金质冥钱

據唐代封演著《封氏聞見記》記載，古代埋圭、璧、幣、帛祭祀鬼神，漢代埋寶錢陪葬；從魏晉開始用紙錢送葬，到了唐代，上自王公，下至庶民，盛行燒紙錢送葬，「積錢為山，盛加雕飾，舁以引柩，……紙錢魏晉以來始有其事」。有詩云：「紙錢紙錢誰所作，人不能用鬼行樂。一絲穿絡掛荒墳，梨花風起悲寒雲，寒雲滿天風刮地，片片紙錢吹忽至。紙錢雖多人不拾，寒難易衣飢換食。勸君莫把紙錢嗔，不比鑄銅為錢能殺人。朝為達官暮入獄，只為銅山一片綠」。
從埋錢轉變為燒錢有幾種說法，一種則認為可能是受到印度或中亞習俗的影響。印度人或中亞人認為，可以用火將祭品傳遞給鬼神，如婆羅門教中的火神阿耆尼，就有傳遞物品的能力。
另外一種說法則是認為燒紙錢的習俗很可能起源於道教燒符箓（符咒紙）的宗教儀軌，認為燒紙錢就像燒符咒紙一樣能夠傳遞給祖先或神鬼。早在東漢的出土的墓碑裡，就已經發現有符箓。符箓最先在東漢時期天師張道陵創立正一道時就有了，但到了魏晉南北朝時期，符箓的發展又非常興盛，燒紙錢已經開始成為葬禮的一部分。

## 種類

### 傳統紙錢

#### 臺閩地區

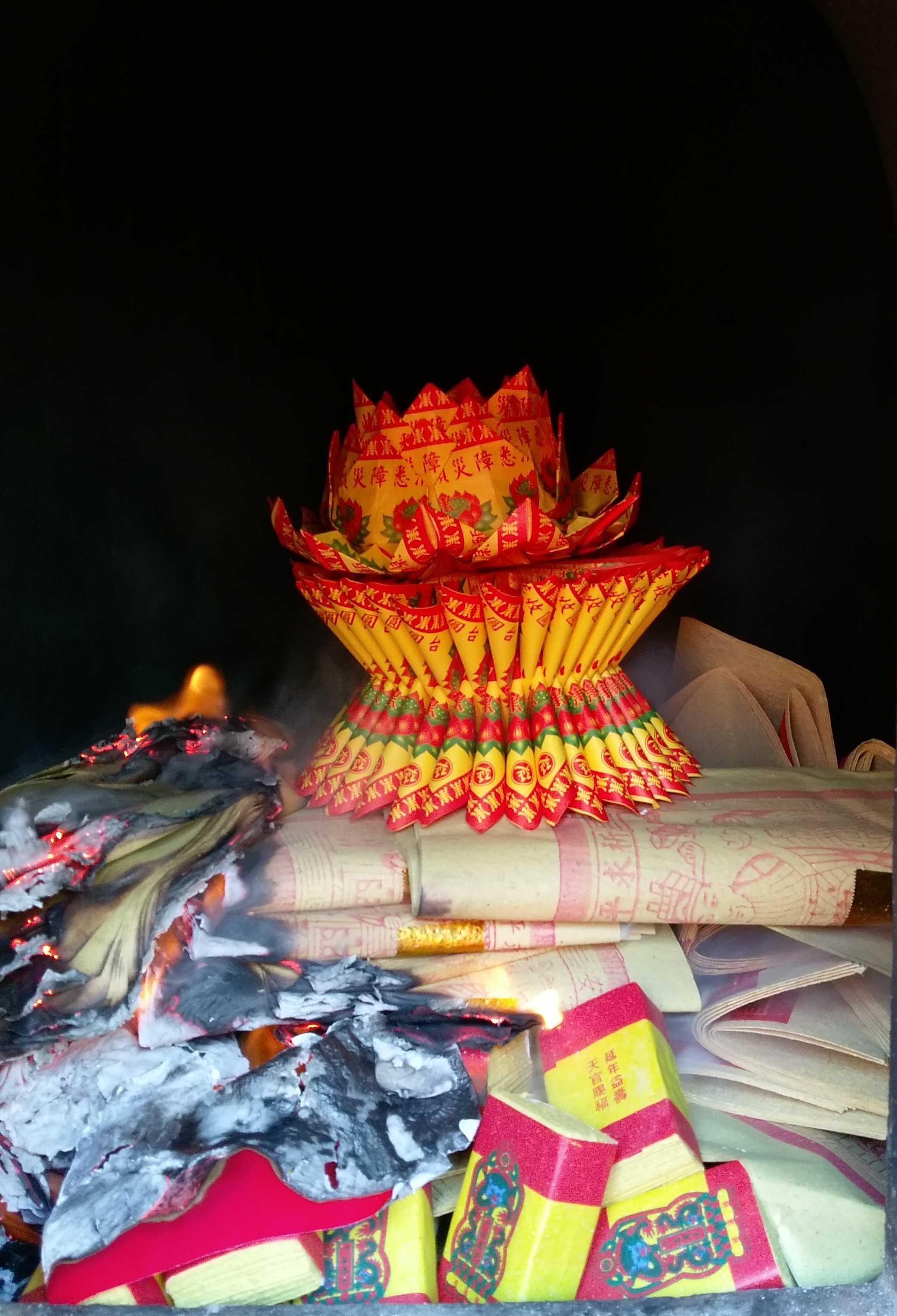
燒化各式紙錢

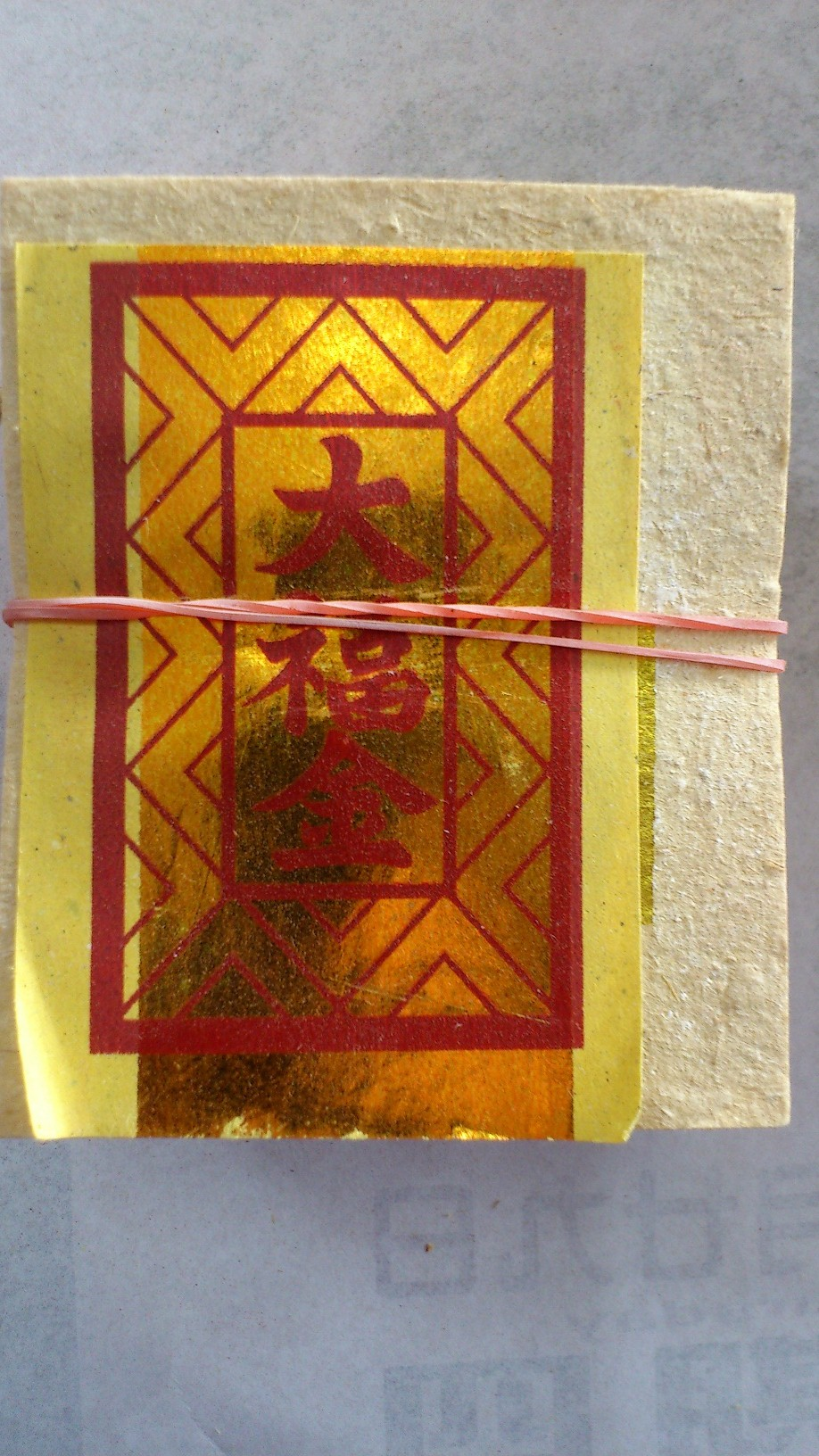
臺灣中南部的「大福金」

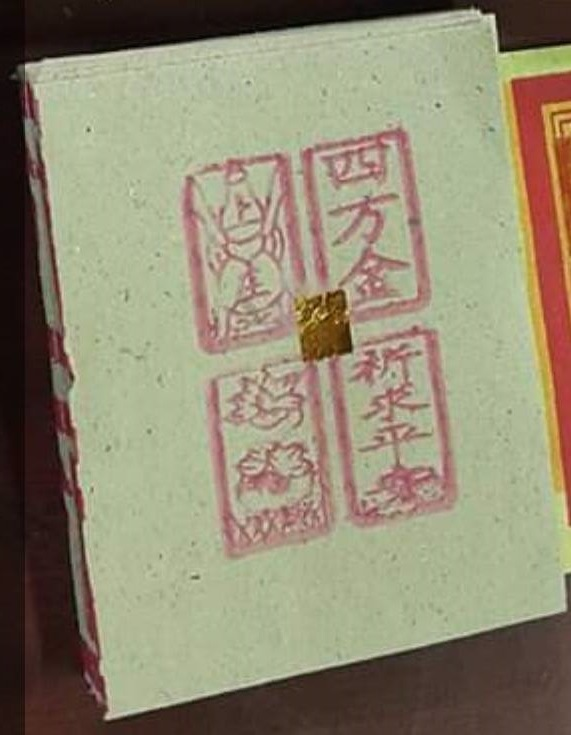
臺灣中部特製版本的「四方金」

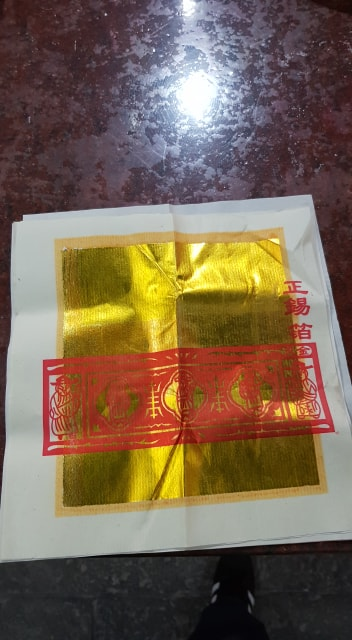
新竹的「大天金」

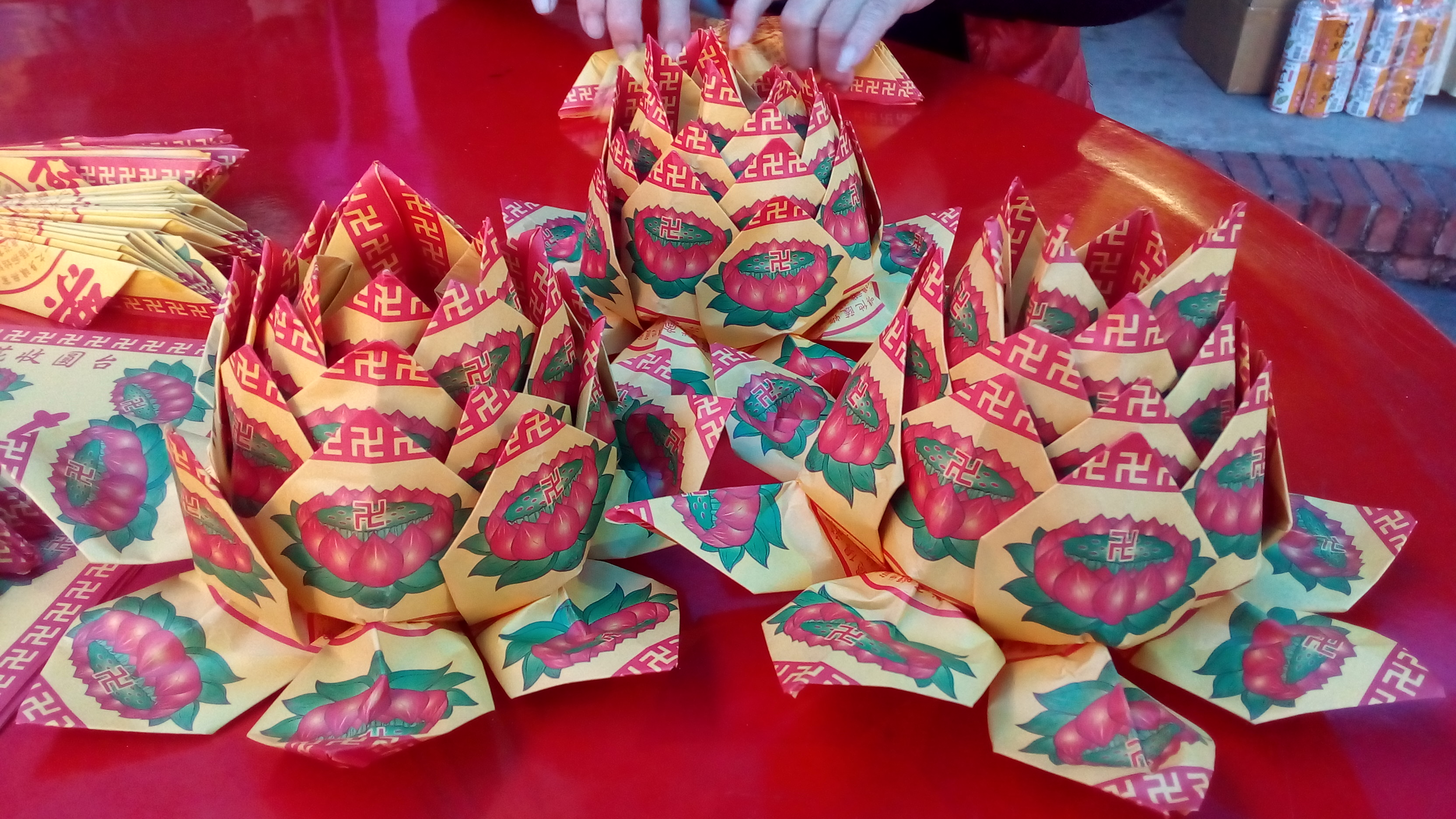
用十六張紙錢摺成的紙蓮花

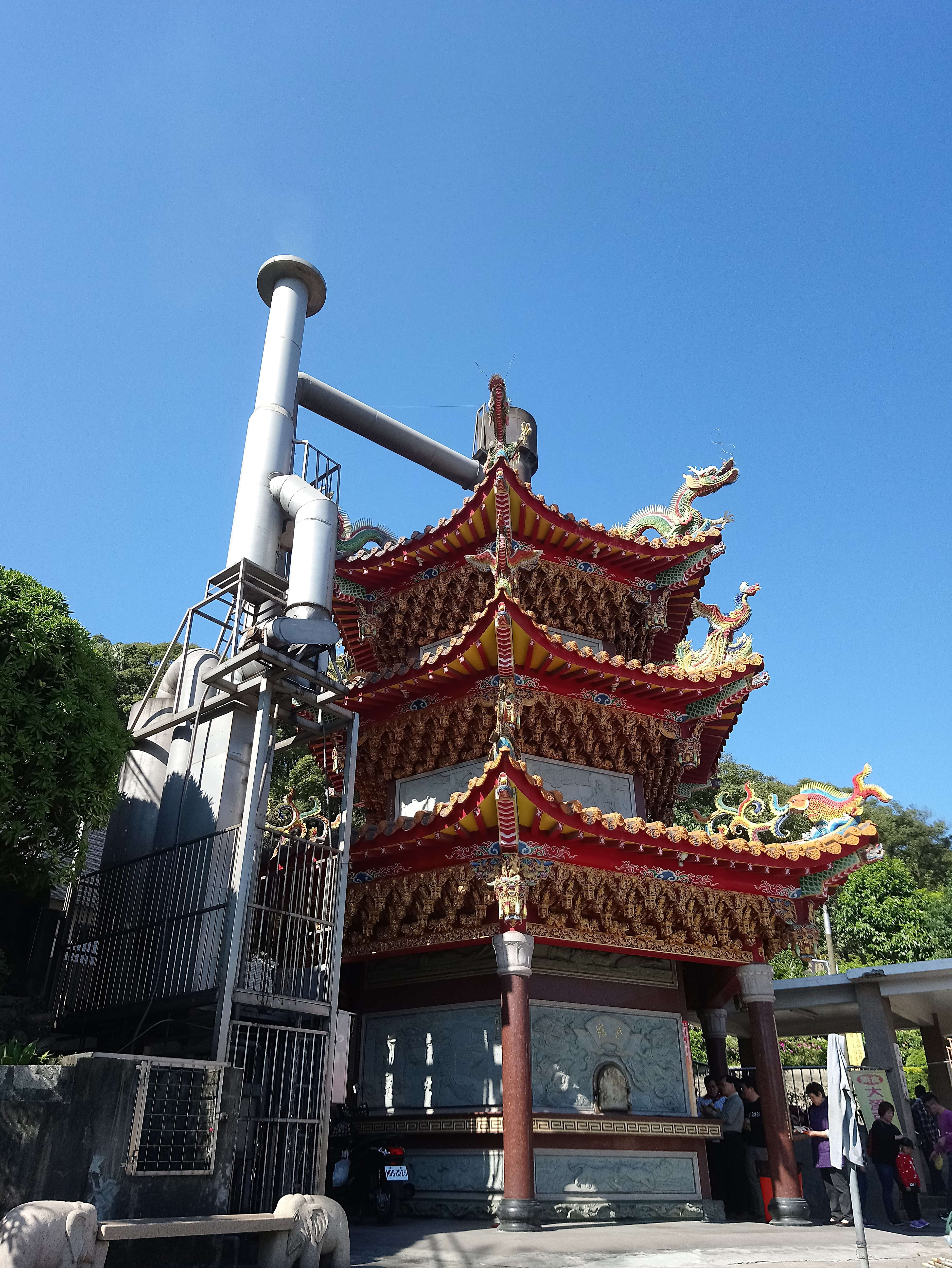
桃園市龜山區壽山巖觀音寺內用以焚燒紙錢的金爐

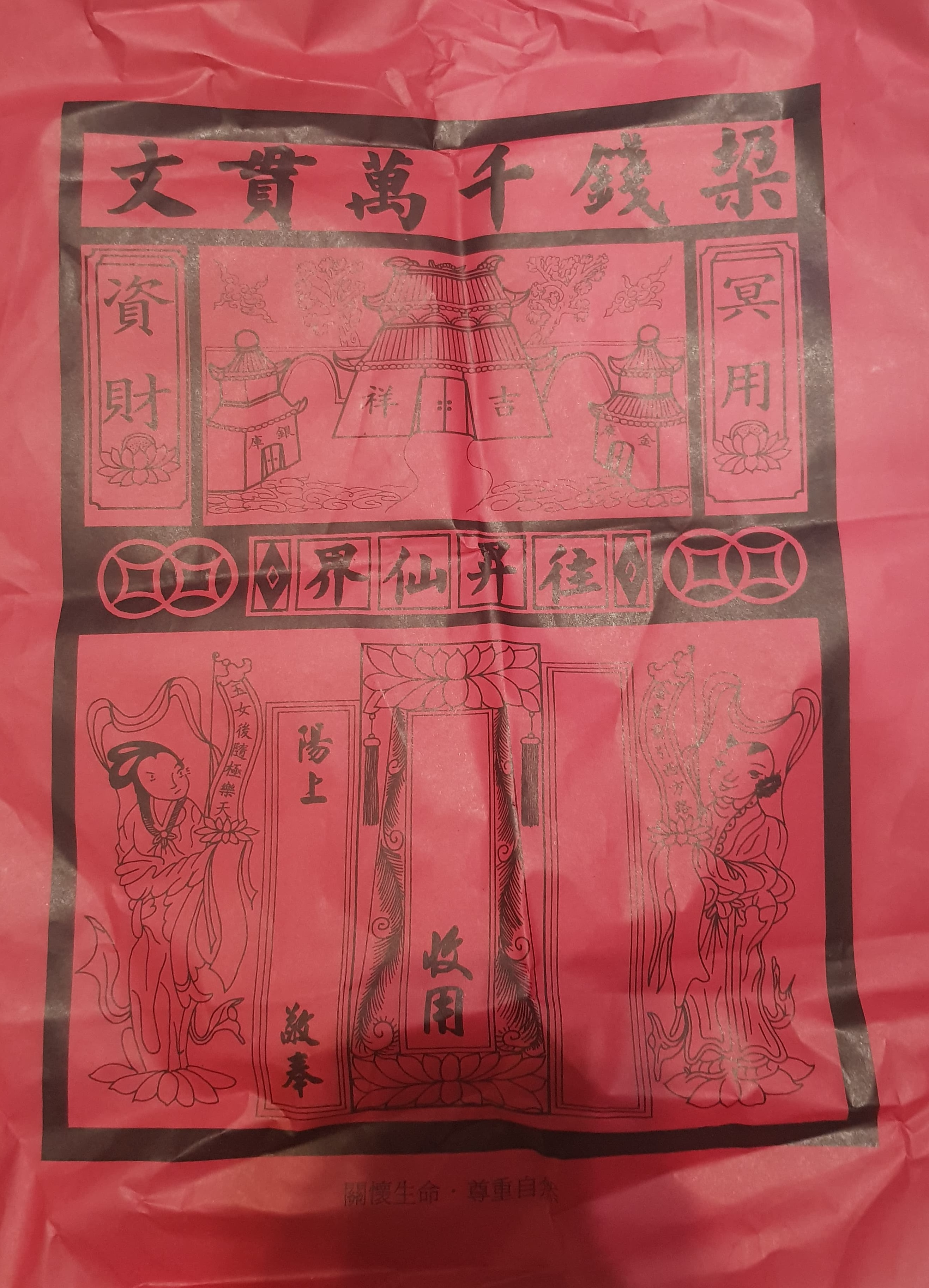
一個用於包裹冥紙的紅包袋，用以燒給先人，在靈骨塔或寺院，在靈骨塔或寺院的「共用金爐」特別流行，華北也流行在寒衣節燒化此種紅包袋。

臺閩地區傳統的紙錢，一般是捆成一小疊的黃白等色紙，臺灣一般以「支」為計算單位，北、中、南、花東及外島，數量算法仍有差異。閩南語臺灣話通稱「金紙」（臺羅：kim-tsuá）、「銀紙」（gîn-tsuá / gûn-tsuá），燒金紙作「燒金紙」、「燒金」；閩東福州話將這類塗有金屬薄片的大張紙錢統稱為「棋盤箔」（平話字：gì-buàng-bŏ̤h），簡稱「棋盤」（gì-buàng），燒紙錢為「燒棋盤」（siĕu-gì-buàng）；馬祖的現代標準漢語可通稱「紙箔」，馬祖話通稱「箔」（bŏ̤h），大張神明用金紙稱「庫寶」（kó-bō̤），燒紙錢為「燒箔」（siĕu-bŏ̤h）。原料主要為竹子製成之「草紙」，又稱「粗紙」或「土紙」。

#### 香港地區
只有紙張時稱為溪錢（不一定燒，也會撒在半空）；有時是金色或銀色的箔在紙上，但並非真正的金屬金或銀，有時又會摺成元寶狀；另外亦有印製得接近真實鈔票（如港元、人民幣、美元等）的紙錢，稱作冥鈔、冥通或陰司紙。其他祭祀用品還包括紙紮。

#### 北京、东北
俗语称烧纸钱为烧包袱。烧包袱一语来源于满语booi eifu deijimbi，booi指家族的，eifu指坟墓，deijimbi（动词）指焚烧。

### 冥鈔
冥鈔是印刷成現代鈔票的紙錢，常模仿諸如港幣、人民幣、新臺幣、美金、歐元等各國通貨，常以各種神像取代鈔票上的肖像，華人所用的冥鈔以玉皇大帝為最多，亦有釋迦牟尼佛或地藏王菩薩等。背面往往會畫上地府圖片，纸钱“发行方”也通常被替换为“冥通銀行”、“地府银行”、“天地银行”等，在韓國以「極樂銀行」（극락은행）為「發行方」，琉球則以「琉球冥界銀行」為「發行方」，且其面額通常很大，由幾千元以至數億不等，有人打趣說陰間一定出現超級通貨膨脹。而香港市面紙衣鋪普遍出售的「陰司紙」，「面額」普遍為五千萬，故此香港亦有「五千萬」來借代紙錢的用法。

### 其他貨幣票據形式
還有紙紮祭品店製造了「陰間信用卡」、「陰間支票」，與真正的信用卡非常相似，上印有 「VISA」或「萬事達卡」等信用卡的標記，製作認真，也有人燒空白的「陰間支票」，讓死者在地府使用。

## 紙錢盛裝
一般紙錢皆可直接點火焚化，另坊間製有紙錢袋、紙錢箱等，顏色多以紅色為體，繪有錢幣等圖案，供裝入紙錢後再焚燒，該箱袋有印「垜錢千萬貫文」、「冥用資財」、「冥府通用」、「先靈資斧」或「往昇仙界」等語，並可讓人寫上收用者、敬獻者等資料，用在祭拜祖先、亡者。
部份地方政府為推廣環保、金紙集中焚燒政策，免費提供金紙收集紙袋，民眾可將紙錢裝入並在封面書寫訊息，放置在金紙集中站，由相關單位統一運送至焚化爐焚燒。

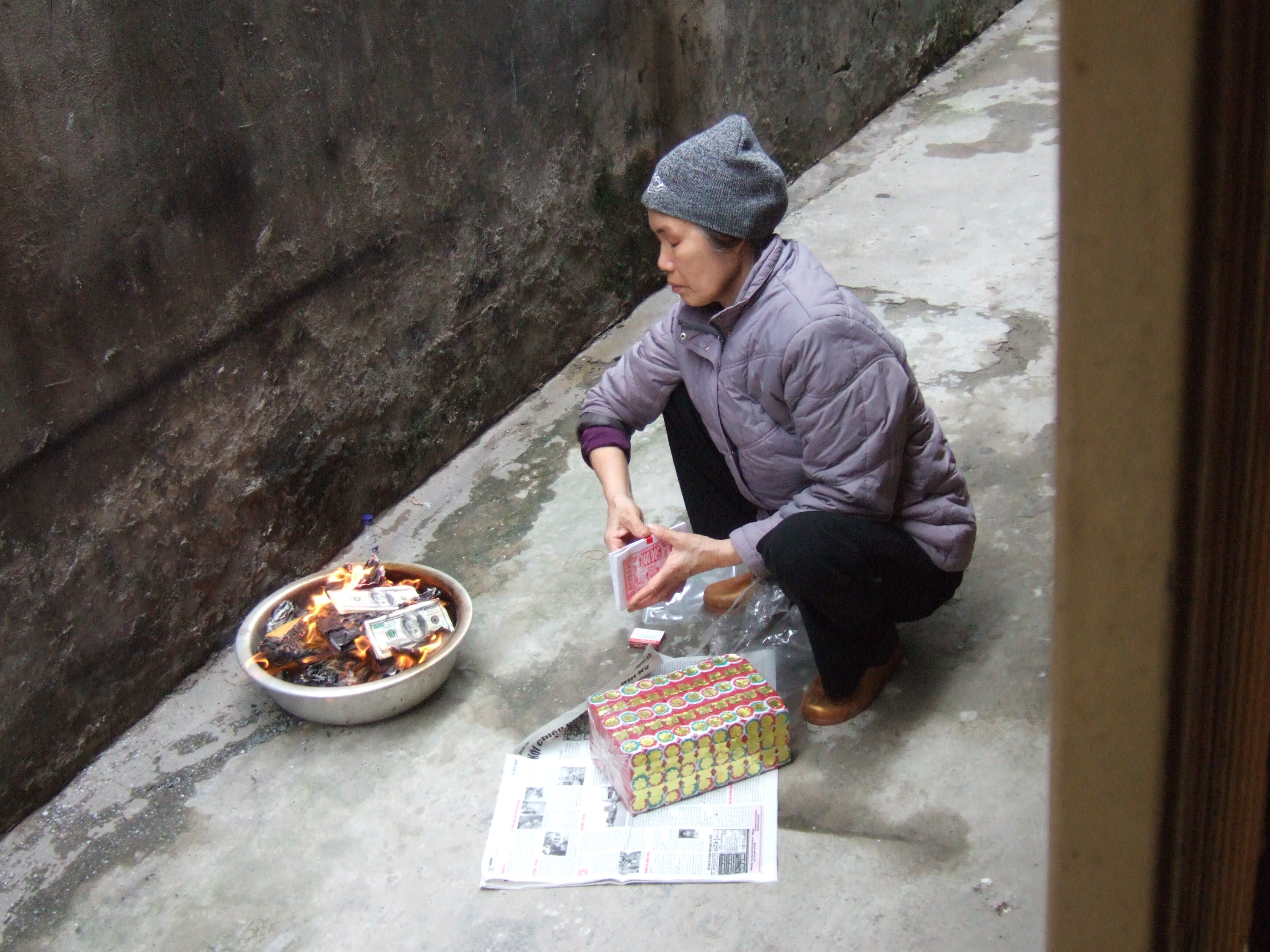
越南婦女燒紙錢

## 金爐
紙錢一般在鍋盆焚燒，另亦有稱為金爐專用器具。在臺灣，燒紙錢稱為「燒金」（臺語：sio-kim），金爐也稱為「金鼎」（臺語：kim-tiánn），新马华人称其为“聚宝炉”。

## 其他作用

### 宗教
金紙可做為一些宗教用具之替代物：
- 令旗（牌）座：若無專製之令旗、令牌的底座，通常會以壽金捆綁立置，將令旗等固定在金紙中。
- 香爐：若臨時需要，或某種原因沒有香爐，便可將金紙捆綁立置，將線香固定在金紙中，充作香爐。
- 神位。

### 藝術
- 朝鮮舞蹈中有一種道具是以多條長縷串錢狀的紙錢束起而成，舞蹈時舞者兩手各持一束舞動。
- 閃靈樂團的演唱會觀眾會往空中拋撒大量的紙錢，用來對歌曲描述的祖先和靈魂表示敬意。[39]
- 藝術家曾以「更衣」（經衣）符號作為創作元素，如：林磐聳、游明龍於1992年臺灣印象海報設計展的海報作品[40][41]、廖修平「門的記號」版畫系列作品[42][43]。

### 圖案
- 日本家紋中有一類「錢紋」即來源於冥錢，著名的有真田氏的「六文錢」。

### 抗爭及诅咒
- 冥紙有悲傷的聯想，拋撒冥紙具有宣洩悲憤的意義，有學者認為此舉可喚醒旁人對此事的同情悲憫，同時亦有暗指對方為亡者/鬼之咒詛，故在抗爭事件中，冥紙和雞蛋是常見拋擲之抗爭道具[44]。又由于冥纸被认为是死人所用之钞票，给活人冥钞往往视为死亡诅咒或恐吓，一些人会向目标人物寄送冥钞或在其出入的地方如住所、公司外抛撒冥钞作为诅咒或恐吓的手段。

## 外部連結
- 金紙焚燒排放多環芳香烴化合物特性研究（不同金紙排放 PAHs 方面，竹製金紙因有較強烈的對流與較高的燃燒溫度使得燃燒較完全，其 PAHs 排放量較回收紙製金紙低……推估重要節慶時 PAHs 的總排放量，結果顯示在農曆的初一及十五、清明節與中元節台灣地區 ……致癌性 PAHs 排放量則分別為 4.66、18.7 與 31.1 kg……一般環保金爐無法有效去除PAHs。）
- 大甲鎮瀾宮 改用環保金紙
- 施晶琳，臺灣的金銀紙錢─以臺南市為考察中心。臺北：蘭臺，2006。
- 張懿仁，金銀紙藝術。苗栗市：苗栗縣政府，1996。
- 林育本，臺灣祭祀紙錢圖像之研究。高雄：樹德科技大學應用設計研究所碩士論文，2003。